# Красная (приток Летки)
Красная — река в России, протекает в Юрьянском и Слободском районах Кировской области. Устье реки находится в 57 км по правому берегу реки Летка. Длина реки составляет 13 км.
Исток реки в лесах в 23 км к северо-востоку от посёлка Юрья. Река течёт на северо-восток, всё течение проходит по ненаселённому лесу. Впадает в Летку около границы с Республикой Коми.

## Данные водного реестра
По данным государственного водного реестра России относится к Камскому бассейновому округу, водохозяйственный участок реки — Вятка от истока до города Киров, без реки Чепца, речной подбассейн реки — Вятка. Речной бассейн реки — Кама.
Код объекта в государственном водном реестре — 10010300212111100031853.